# 우다 고노스케
우다 고노스케(일본어: 宇田鋼之介, 1966년 ~ )는 일본의 애니메이션 감독, 연출가이다. 시즈오카현 출생이며, 도쿄 디자인 전문학교 애니메이션과를 졸업하였다. 도에이 애니메이션 소속.